# Chigi (architecture)

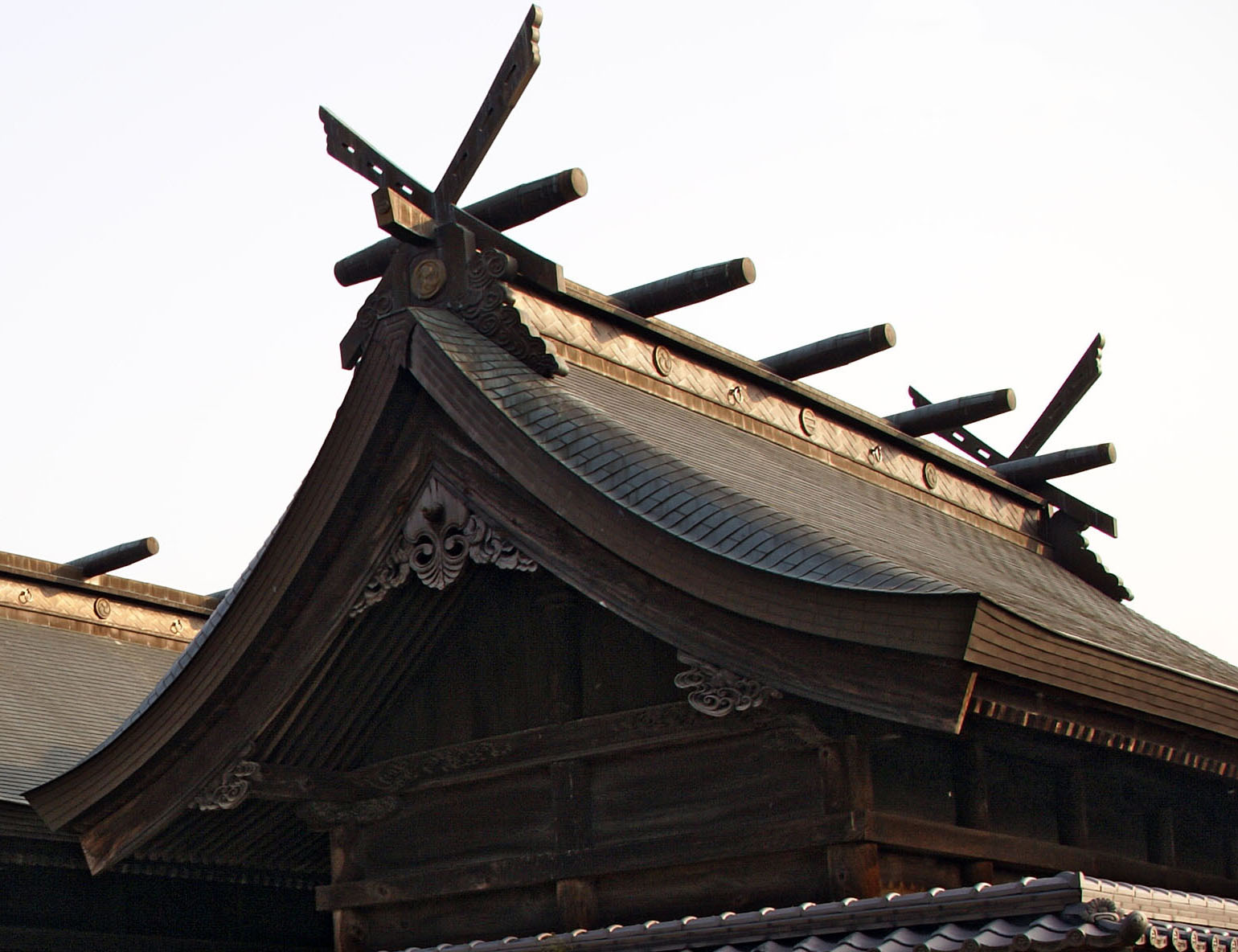
Chigi avec billettes katsuogi à Sumiyoshi-jinja (Hyōgo).

Les chigi (千木, 鎮木, 知木, 知疑), okichigi (置千木) ou higi (氷木) sont des épis de faîtage de toit que l'on trouve dans les architectures japonaise et shinto. Ils sont antérieurs à l'influence bouddhiste et constituent un élément architectural récurrent au Japon. Ils participent fortement à l'aspect esthétique des sanctuaires shinto, où ils sont souvent associés avec des katsuogi, autre type d'ornementation de toit. De nos jours, les chigi et les katsuogi sont utilisés exclusivement sur les bâtiments shintoïstes qu'ils permettent de distinguer des autres édifices religieux tels que les temples bouddhistes au Japon.

## Origine
Les chigi ont probablement été employés sur les bâtiments japonais à partir du Ier siècle. Leur existence durant la période Jōmon (250-538) est bien documentée par de nombreux artefacts. Les mesures pour les chigi sont mentionnées dans un ancien document, le Taishinpō Enryaku Gishikichō (太神宝延暦儀式帳), écrit en 804.

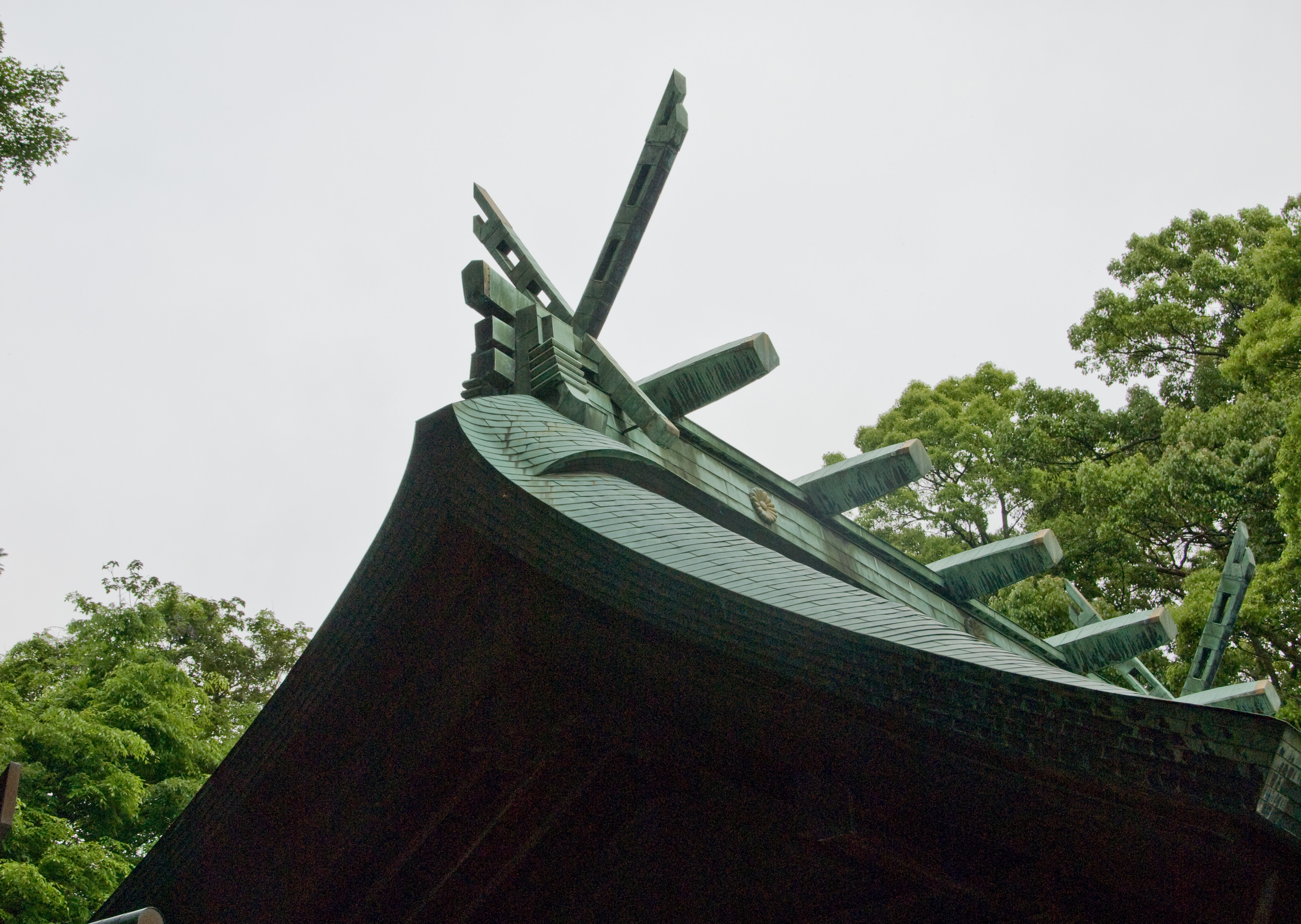
Kamakura-gū.

Les origines évolutives des chigi ne sont pas connues. Une théorie avance qu'ils permettaient simplement l'emboîtement des planches rives de toit laissées non coupées. Une autre, qu'ils faisaient partie d'un système de soutien ancré au sol afin de stabiliser le toit. Une autre théorie suggère qu'ils étaient utilisés pour coincer et maintenir la cohésion de la chaume des toits. En témoignent peut-être les minka, ou maisons traditionnelles communes, dans lesquelles deux poutres de charpente se trouvent souvent emboitées aux pignons du toit. Il est cependant sûr que les chigi constituaient à l'origine une partie essentielle de la structure, mais avec l'amélioration des techniques de construction, leur fonction s'est perdue et ils ont été conservés à titre décoratif.
Les chigi n'étaient susceptibles de décorer que les maisons et les entrepôts des familles puissantes et plus il y avait de décorations plus élevé était le statut social. Cette tradition s'est poursuivie jusqu'à une époque relativement récente. Du XVIIe au XIXe siècle, le code légal japonais imposait le nombre de chigi autorisés sur les toits des bâtiments selon le rang social de leur propriétaire. Aujourd'hui, les chigi ne se trouvent plus que sur les sanctuaires shinto.

## Conception
Le chigi peut être intégré directement dans le toit en tant que partie de la structure ou simplement attaché au travers du pignon à titre d'ornement. La première méthode, qui ressemble probablement de près au concept original, est toujours utilisée dans les techniques de construction des anciens bâtiments telles que le shinmei-zukuri, le kasuga-zukuri et le taisha-zukuri.

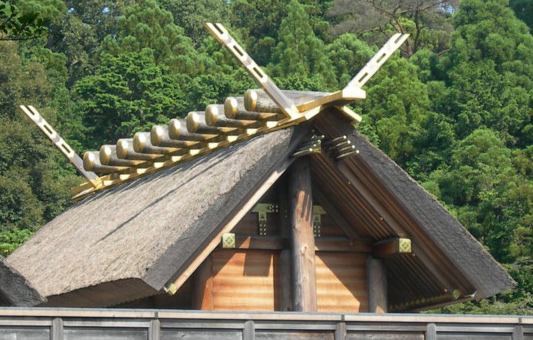
Rive de toit (chigi) à Ise-jingū.

Les chigi qui ne sont pas intégrés dans le bâtiment sont croisés et parfois coupés avec une légère courbe. Alors que les chigi sont principalement placés uniquement aux extrémités du toit, cette méthode leur permet d'être parfois aussi placés au milieu.
Les chigi plus ornés, tels que ceux d'Ise-jingū, sont coupés avec un ou deux kaza-ana ou « fentes à vent » et une troisième coupe ouverte à la pointe, leur donnant un aspect en forme de fourche. Des revêtements métalliques d'or servent des fins à la fois de protection et d'ornement. Habituellement, si les sommets sont coupés à la verticale, le kami vénéré est un homme, et une femme au cas contraire.
Le katsuogi, courte grume décorative, se trouve souvent derrière le chigi. Selon le bâtiment, il peut y avoir qu'un seul katsuogi accompagnant le chigi, ou toute une rangée le long de la crête de la toiture.

## Noms
Les noms pour désigner les chigi peuvent varier d'une région à l'autre. À Kyoto, dans la préfecture de Nara et à Hiroshima, ils s'appellent uma (馬). Dans certaines parties des préfectures de Toyama, d'Osaka, de Kōchi, de Tokushima et de Miyazaki, ils sont appelés umanori (馬乗). Dans certaines parties des préfectures de Yamagata, de Miyagi, de Yamanishi, de Hiroshima et de Kōchi, ils sont appelés kurakake (鞍掛).

## Galerie d'images

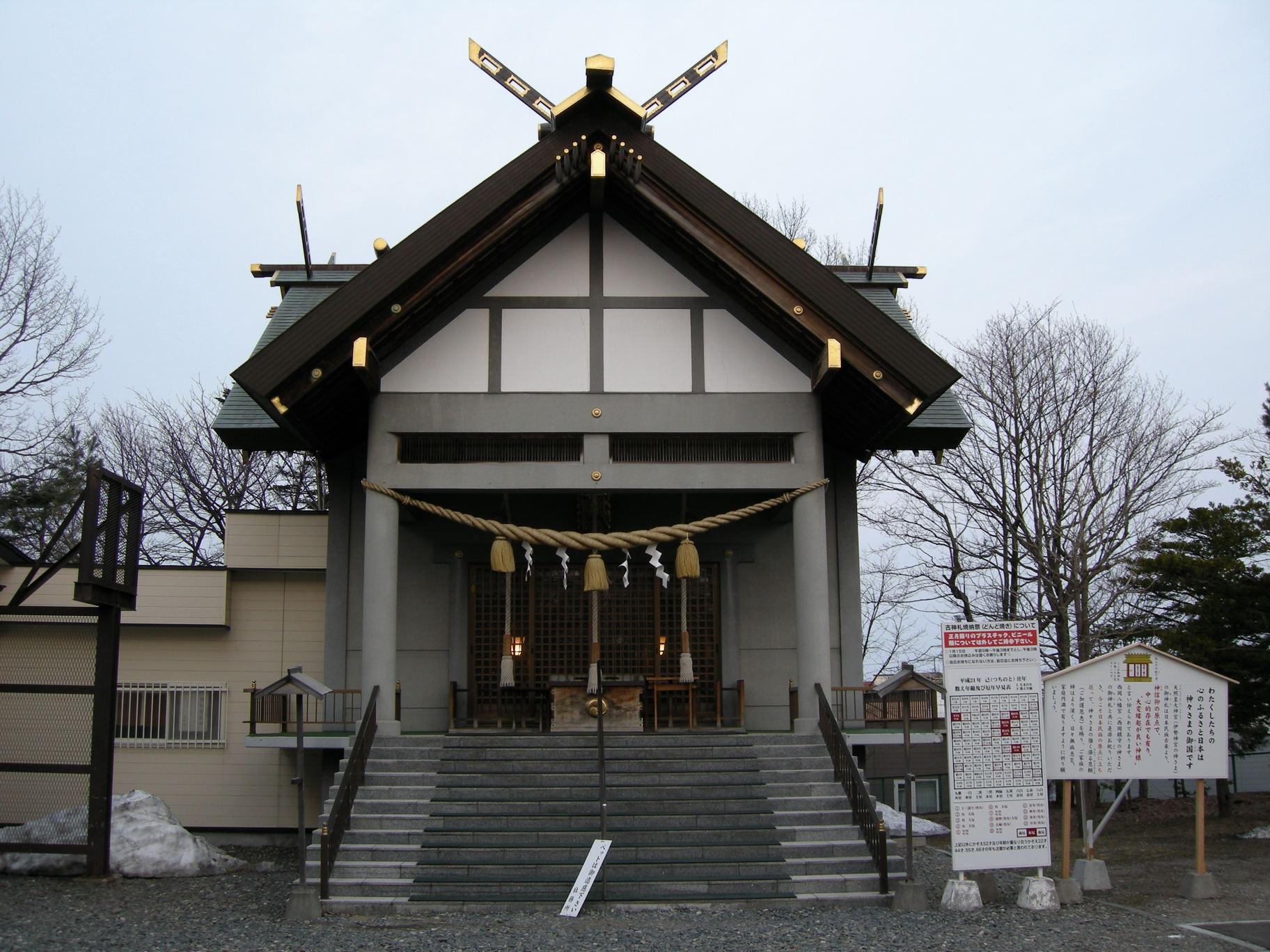
Nishioka Hachiman-gū.
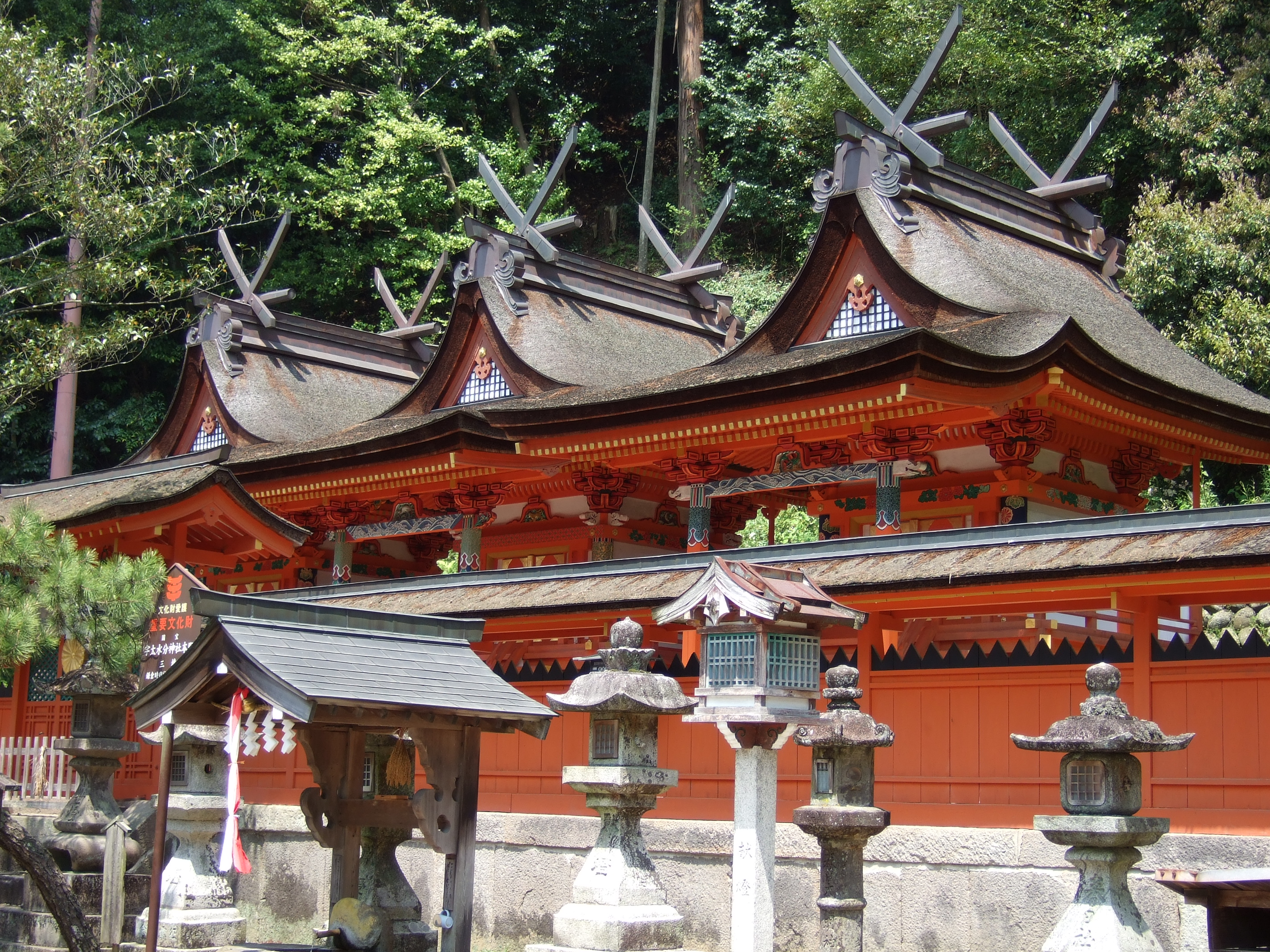
Important chigi à Uda Mikumari-jinja.
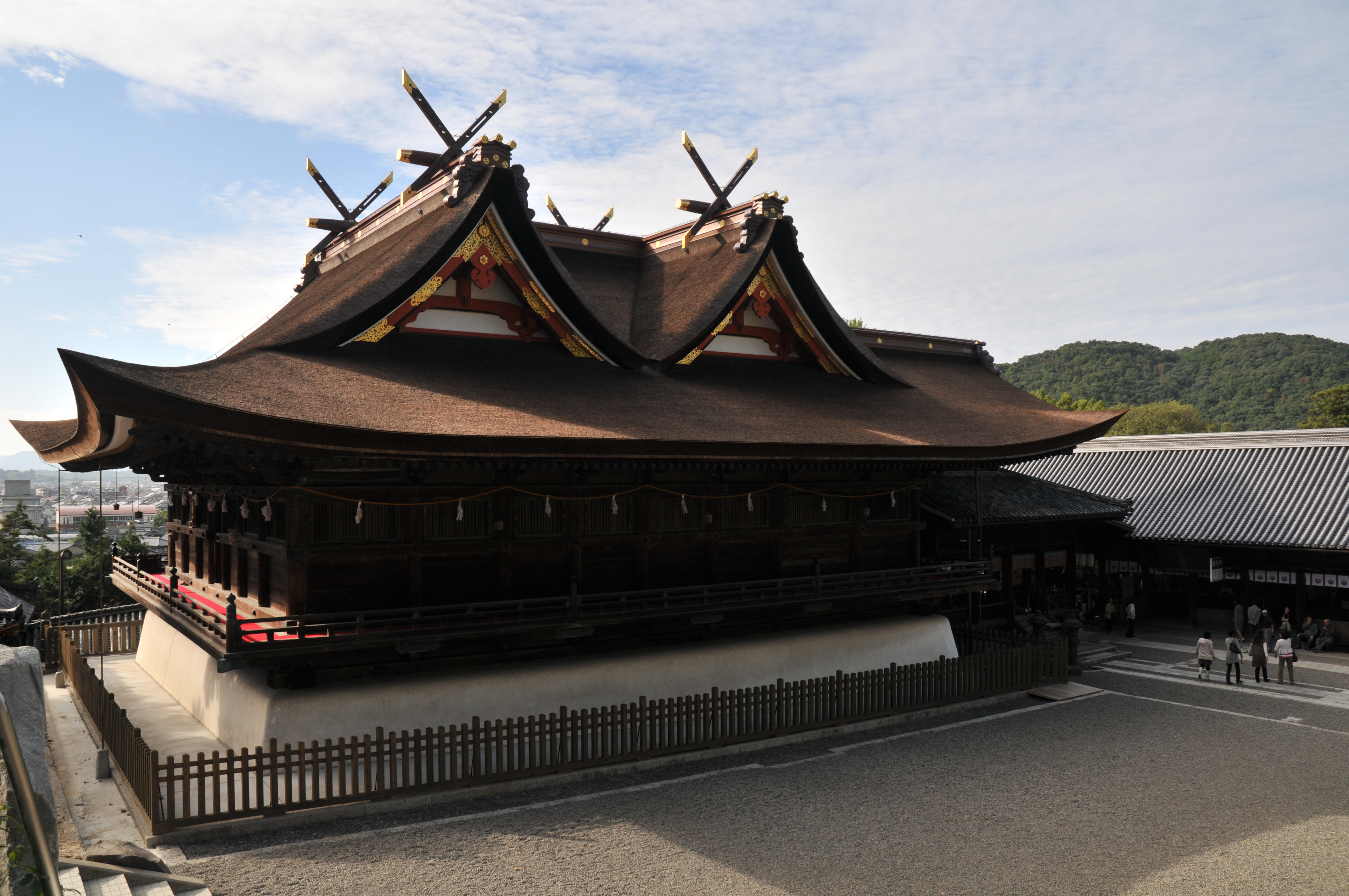
Le honden de Kibitsu-jinja.
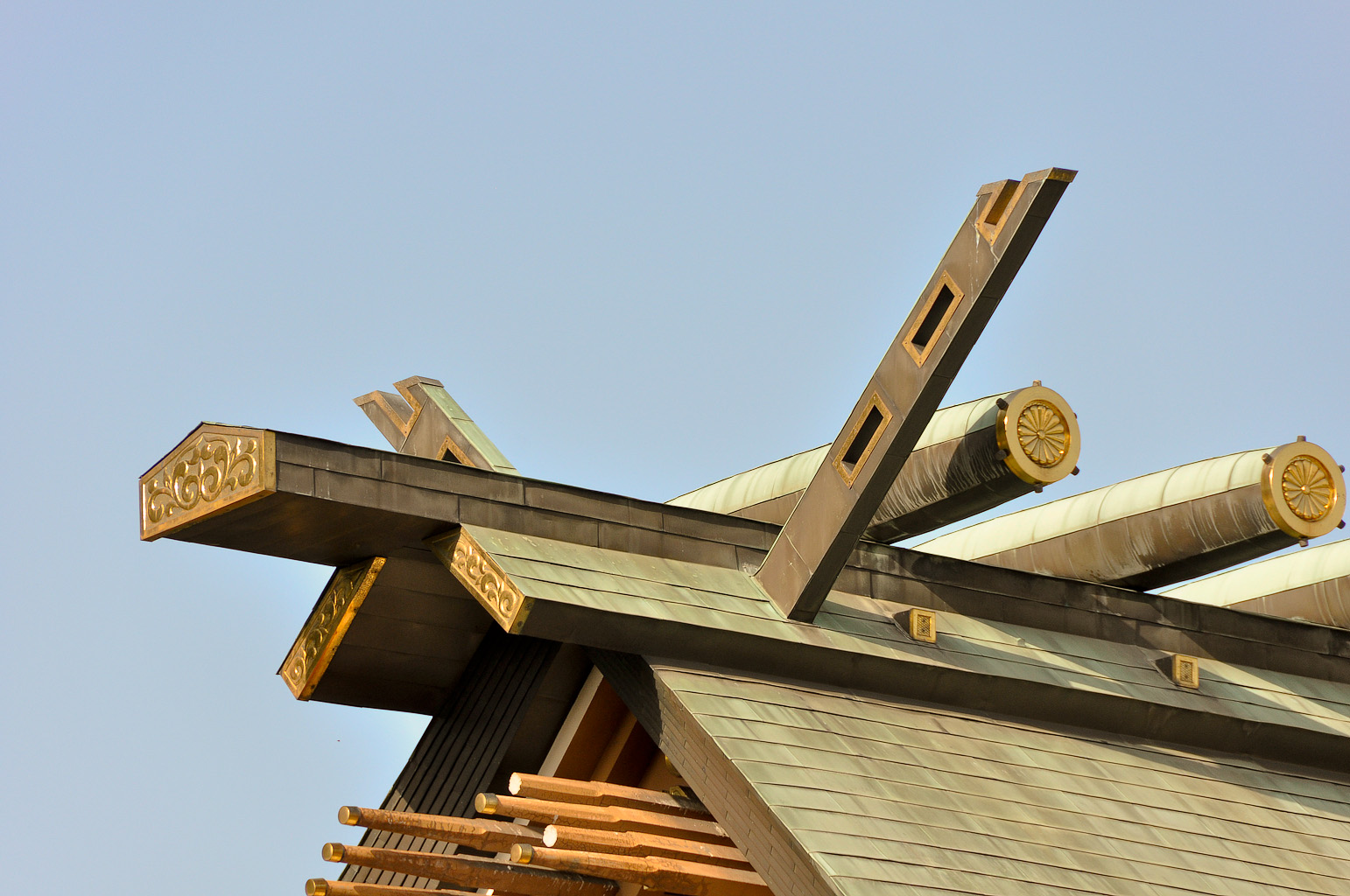
Chigi construit dans le style shinmei.

## Sources
- Banister Fletcher (Sir), A History of Architecture, Architectural Press, 1996  (ISBN 0-7506-2267-9).
- « B. Lucas, (2002, May 7). History and Symbolism in Shinto Shrine Architecture. Harvey Mudd College Web. Retrieved June 1, 2009 »(Archive.org • Wikiwix • Archive.is • Google • Que faire ?).